# Hystriomyia nigrosetosa
Hystriomyia nigrosetosa là một loài ruồi trong họ Tachinidae.